# Scaphella evelina
Scaphella evelina is een slak uit de familie van de Volutidae. De wetenschappelijke naam van de soort is voor het eerst geldig gepubliceerd in 1971 door Bayer.